# رینگو شینا
یومیکو شینا (انگلیسی: Yumiko Sheena؛ زادهٔ ۲۵ نوامبر ۱۹۷۸)خواننده و ترانه سرای اهل کشور ژاپن است. وی متولد استان فوکوئوکا است و نام هنری اش رینگو شینا است. وی در سال ۲۰۰۳ و در فهرست ۱۰۰ آهنگساز برتر ژاپن، رتبهٔ ۳۶ را بدست آورد.